# Cotignola
Cotignola (en emilià-romanyol Cudgnôla) és un municipi italià, situat a la regió d'Emília-Romanya i a la província de Ravenna. L'any 2010 tenia 7.414 habitants. Limita amb els municipis de Bagnacavallo, Bagnara di Romagna, Faenza, Lugo i Solarolo.

## Fills il·lustres
- Giovanni Nadiani (1954-2016) traductor, poeta i pedagog.

## Administració
| Període | Identitat     | Partit        |
| ------- | ------------- | ------------- |
| 2004-   | Antonio Pezzi | Llista Cívica |